# بندر خمیر
بندر خَمیر  یکی از شهرهای استان هرمزگان در جنوب ایران می‌باشد. این شهر در فاصله ۶۵ کیلومتری غربی بندرعباس و ۱۱۰ کیلومتری شرق بندرلنگه واقع شده و مرکز شهرستان خمیر است.
این بندر تاریخی، بزرگ‌ترین سکونت گاه در جوار تالاب خور خوران است، تالابی که بزرگ‌ترین تالاب دریایی خاورمیانه و دارای وسیع‌ترین جنگل‌های حرا ایران است.
این بندر طولانی‌ترین ساحل تالابی ایران را در اختیار دارد و به دلیل سالها فعالیت‌های زیست‌محیطی و مشارکت بالای مردم در حفظ و توسعه این تالاب، این شهر بعنوان اولین شهر ملی تالابی ایران معرفی و در سال ۲۰۲۲ عنوان حهانشهر تالابی را در کنوانسیون رامسر کسب کرد.
این شهر به واسطه فعالیت‌های گسترده آموزش به اقشار مختلف مردم، در سال ۲۰۲۱ به عنوان شهر یادگیرنده یونسکو انتخاب شد، این شهر هم‌اکنون به عنوان یکی از الگوهای توسعه پایدار و مبتنی بر مشارکت مردم در ایران و دنیا شناخته شده‌است.
این شهر علاوه بر تالاب و جنگل‌های حرا، جاذبه‌های طبیعت گردی منحصر به فردی مانند آبگرم‌ها، گنبدها، حوضچه‌های نمکی و آثار تاریخی شاخصی مانند قلعه تاریخی و پل لاتیدان به عنوان طولانی‌ترین پل تاریخی ایران را در خود جای داده‌است.

## مردم‌شناسی
مردم بندری و اچمی و جمعیتی عرب در این شهر ساکن اند.
فرهنگ غنی این مردم تالاب نشین به واسطه همزیستی با تالاب و دریا و ارتباط‌های تاریخی و دریایی با سایر کشورهای دنیا از هند گرفته تا آفریقا و کشورهای عربی در بستر تاریخ، در موسیقی، لباس، غذا، زبان، معماری و آیین‌ها به خوبی متبلور شده و چنان گردشگران را به خود جذب می‌کند که بعید است پس از بازدید از این شهر و مصاحبت با این مردم، تحت تأثیر سعه صدر، بلند نظری و انسن دوستی آنها قرار نگرفت.

## موقعیت جغرافیایی
بندرخمیر با مساحت قانونی ۴۳۱٫۵ هکتار و وسعت حریم ۱۱۵ کیلومترمربع در موقعیت جغرافیایی ۲۶ درجه و ۵۷ دقیقه عرض شمالی و ۳۵ دقیقه طول شرقی نسبت به نصف‌النهار گرینویج و در ارتفاع ۱۵ متری از سطح دریا واقع شده‌است.
شهر بندرخمیر از شمال به کوه و از جنوب به دریا و تالاب بین‌المللی خورخوران، از شرق به شهر بندر پل و از غرب به دهستان دژگان شهرستان بندرلنگه منتهی می‌شود.

## جمعیت
بر پایه سرشماری عمومی نفوس و مسکن در سال ۱۳۹۵ جمعیت این مکان ۲۰۱۵۰(خانوار ۵۱۵۰)بوده‌است.

## پیشینه
بندرخمیر تا سال۱۳۸۳ یکی از بخش‌های بندرعباس محسوب می‌شد، اما به دلیل موقعیت خاص، به شهرستان ارتقا یافت.
بندرخمیر دارای ۵۹ سال سابقه بخش و قریب به دوازده سال است که مرکز شهرستان خمیر است.
شهرداری بندرخمیر ۵۰ سال قدمت دارد و در سال ۱۳۴۶ تأسیس شده که هم‌اکنون حائز درجه ۵ است.
بندرخمیر یکی از شهرهای در حال توسعه و مهاجرپذیر استان هرمزگان است که عواملی همچون موقعیت جغرافیایی و روند رو به رشد وضعیت اقتصادی و صنعتی با وجود کارخانه‌های بزرگی چون کارخانه سیمان هرمزگان، پایانه بار، شهرک صنعتی ۱ و۲، کارخانه گچ خمیر، گمرگ و ارتباط حمل‌ونقل دریایی کالا به کشورهای همسایه جنوبی خلیج فارس و همچنین وجود آثار تاریخی و گردشگری همچون تالاب بین‌المللی خورخوران ،جنگل های حرا با جزایر متعدد از جمله جزیره زیبای مردو، جزیره منحصربفرد وارمی، کلبه رؤیایی کالنگار، درخت کهنسال حرا، آب‌گرم‌های معدنی درمانی، دیوار بلند سِدار، برج قلعه تاریخی خمیر، مسجد باشکوه جامع، آب انبارها و … در توسعهٔ آن نقش دارد.
شغل اکثر مردم پیله‌وری، ملوانی، صیادی و دامداری است.

## اقلیم
بندرخمیر از جهت آب و هوایی در محدوده گرم و مرطوب قرار دارد. متوسط دمای ده ساله ۲۶٫۷ درجه سانتی‌گراد و میانگین حداقل و حداکثر دمای ده ساله ۱۸٫۱ و ۳۵٫۳ درجه سانتی‌گراد و تبخیر سالیانه ۳۶۷۲ میلی‌متر و میزان متوسط بارندگی سالیانه ۲۰ سال اخیر حدود ۱۷۱میلی‌متر است.

## آثار تاریخی
در بندرخمیر آثار تاریخی متعددی وجود دارد که تعدادی از آن‌ها عبارت‌اند از:
- دیوار سِدار: دیوار بلندی است که از بالای کوه تا ساحل دریا برای محافظت از شهر توسط سعید بن سلطان حاکم وقت عمان بنا شده و قدمت آن به دوره زندیه می‌رسد.[۵]
- قلعه خمیر: بنایی متشکل از چند برج و یک عمارت که حدود سه قرن پیش ساخته شده‌است. این قلعه به قلعه سعید بن سلطان حاکم وقت عمان معروف می‌باشد.

کاروانسرای تاریخی، مقبره اولیاها و بزرگان، آب انبارها (برکه‌های) متعدد و تاریخی، چهار مقبره تاریخی، آثار و بقایای مسجد کوچکی در کنار مسجد جامع قرار دارد و بیش از ۴۰۰ سال سابقه تاریخی دارد.
دهکده گوری: در بالای کوه خمیر واقع است که قدمت آن دوره پرتغالیها نسبت داده می‌شود. هم‌اکنون آب انباری در این محل جهت تأمین اب شرب گردشگران بومی و خارجی بنا گردیده‌است که بزودی در فهرست آثار ملی قرار خواهد گرفت.

## امکانات شهری
بندرخمیر دارای یک درمانگاه و یک بیمارستان ۳۲ تختخوابی به نام بیمارستان سید عبدالباقی نیاپور است که توسط فردی خیر احداث شده‌است.
جمعیت دانش آموزی و فضاهای آموزشی شهر نیز شامل ۴۳۲۴ دانش آموز مشتمل بر شش آموزشگاه در مقطع دبیرستان در شش فضای آموزش، شش آموزشگاه در مقطع راهنمایی در پنج فضای آموزشی، ۱۰ آموزشگاه در مقطع دبستان در ۱۰ فضای آموزش می‌باشد. یک واحد دانشگاهی پیام نور با چهار رشته تحصیلی افتتاح گردیده که فاز اول دانشگاه با مشارکت مردم و دولت در حال احداث می‌باشد؛ که هم‌اکنون دارای ۱۲ رشته می‌باشد و دانشگاه آزاد نیز در این شهر به همت معتمدین راه اندازی گردیده‌است.

## مشاهیر
صدرالاسلام و ملاسلیمان خمیری از علما و شعرای بنام بندرخمیر (در اوایل قرن سیزدهم هجری) و نیز مرحوم سیدامیرشیخ عالم، فقیه و مرجع دینی منطقه در قرن اخیر بوده که از خود خدمات و آثار ماندگاری بجای گذاشته‌اند.
مرحوم سید عبدالباقی مظفری نیاپور، مرحوم حاج عبدالهادی بلوکی، محمدطیب بلوکی، مرحوم محمدطیب نیک‌بین، مرحوم حاج محمد صالح محمودی و محمود محمودی ومرحوم سید عبدالرئوف قتالی و سید عبدالباعث قتالی، سید عبدالجلیل قتالی، مرحوم شیخ عبدالرحمن انصاری، شیخ عبدالرحمن عارفی، مرحوم حاجی احمد عبدالله لشتغونی، مرحوم سید ابوطالب آل عبایی، مرحوم حاجی میر، مرحوم حاج عبدالرحمن عقیلی، مرحوم شیخ عبدالله انصاری، مرحوم سید یوسف حکیمی، مرحوم یوسف ادیبی، مرحوم محمد رشید ادیبی، حاجی محمد باستی و مرحوم محمدنور بخشایش از معتمدین و بزرگان شهرستان بندرخمیر بوده‌اند.